# Drive (golfterm)

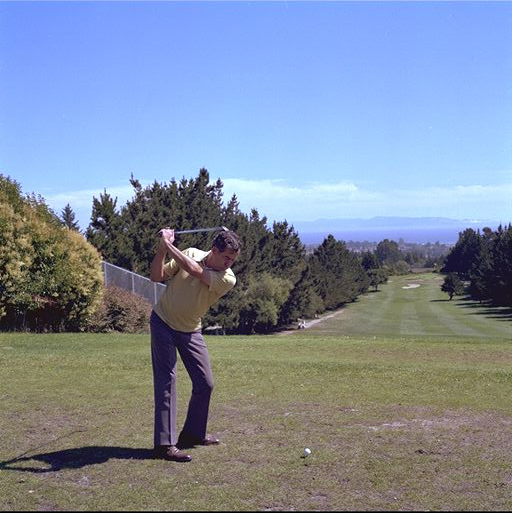
Drive

Een drive is in de golfsport een slag met de driver vanaf de tee, de eerste slag op een hole. In het algemeen wordt ook nog gesproken van een drive wanneer deze gebeurt met een andere houten club. Wanneer de eerste slag gebeurt met een ijzer, spreekt men gewoonlijk van een afslag in plaats van een drive.